# アーサー・プランケット (第9代フィンゴール伯爵)
第9代フィンゴール伯爵アーサー・ジェームズ・プランケット（英語: Arthur James Plunkett, 9th Earl of Fingall KP PC (Ire)、1791年3月29日 – 1869年4月21日）は、イギリスの政治家、アイルランド貴族。カトリック解放運動に熱心で、1829年ローマ・カトリック信徒救済法によりカトリック信者にも庶民院議員の被選挙権を与えられると、ダニエル・オコンネルに次ぐ2人目のカトリック議員になった。
1793年から1836年までキリーン卿の儀礼称号を使用した。

## 生涯
第8代フィンゴール伯爵アーサー・ジェームズ・プランケットとフランシス・ドネラン（Frances Donelan、1766年3月26日 – 1835年1月30日、ジョン・ドネランの娘）の息子として、1791年3月29日にジュネーヴで生まれた。1809年頃にエディンバラ大学で教育を受けた。また、1793年から1836年までキリーン卿の儀礼称号を使用した。
1822年頃より政界で活躍、カトリック協会の発足会合が行われた1823年4月25日、5月10日、5月12日に会合の議長を務めた。
1829年ローマ・カトリック信徒救済法によりカトリック信者にも庶民院議員の被選挙権を与えられると、ダニエル・オコンネルがカトリック議員第1号になった。同年10月にミーズ選挙区選出の庶民院議員ベクティーヴ伯爵トマス・テイラーが爵位継承により庶民院を離れると、キリーン卿は自身の当選が「宗教観にかかわらず、自身の階級と財産により資格のある役職に就けられることを許可するという、くだんの〔カトリック〕救済法の実効としては最初になる」と宣伝、トーリー党の初代ウェリントン公爵アーサー・ウェルズリーはジェームズ・レノックス・ウィリアム・ネイパー（James Lenox William Naper、ミーズ県の地主）が政権の支持を求めたらそれを与えると考えていたが、1830年2月に補欠選挙が行われたときはキリーン卿しか立候補せず、無投票当選となった。これによりキリーン卿はカトリック議員第2号になった。3月22日に初登院した後、4月5日と5月17日の2度にわたってユダヤ人解放に賛成、5月28日に議会改革に賛成したほか、経済関連では概ね減税を支持した。同年8月の総選挙ではウェリントンが再びネイパーへの支持を検討したほか、ダブリン出身のジャック・ローレス（Jack Lawless）、カンタベリー選挙区での再選を諦めてミーズ県への鞍替えを検討していたクリフトン卿エドワード・ブライ、ラウス県からやってきたリチャード・レイラー・シェイルも出馬を検討したが、ローレスが不出馬を決めるとクリフトンもシェイルも出馬を辞退、結局現職議員のキリーン卿と第4代準男爵サー・マーカス・サマーヴィルが再選した。翌年2月にアイルランドとグレートブリテンの合同解消請願を提出、3月22日に第一次改革法案の庶民院第二読会に賛成票を投じ、4月19日にトーリー党議員アイザック・ガスコインの修正案に反対票を投じた。
第一次改革法案に可決の見込みがなかったため、同年5月に解散総選挙が行われ、現職議員のキリーン卿とサマーヴィルが選挙改革への支持を表明して再選を目指した。しかし、ネイパーとヘンリー・グラタンがダニエル・オコンネルの支持を得て突如立候補を表明したため、ここぞとばかりに保守派のリチャード・トマス・ローリー閣下（初代ラングフォード男爵クロットワーシー・ローリーの息子）が立候補を表明、アイルランド総督の初代アングルシー侯爵ヘンリー・パジェットが首相の第2代グレイ伯爵チャールズ・グレイにローリーが漁夫の利を得るとの憂慮を述べるほどの事態になった。最終的には投票期間の1日目にネイパーとローリーが、2日目にグラタンが敗北を認めたことでキリーン卿とサマーヴィルが再選した。その後、7月に第二次改革法案に賛成、12月に第三次改革法案の第二読会に賛成、翌年2月に第三次改革法案の法案委員会送付に賛成した。その後も選挙改革に関する採決で概ね自由主義派の立場から投票、アイルランド国教会の十分の一税をめぐり廃止を主張した。1832年イギリス総選挙で再選を目指さず、議員を退任した。
以降は政治で大きな役割を果たすことはなかったが、1834年10月31日にアイルランド枢密院の枢密顧問官に任命された。1836年7月30日に父が死去すると、フィンゴール伯爵位を継承した。1837年12月11日から1841年まで侍従たる議員を務めた。1846年10月9日、聖パトリック勲章を授与された。1849年1月10日から1869年4月21日までミーズ統監を務めた。
1869年4月21日にメリルボーンのモンタギュー・スクエアで死去、息子アーサー・ジェームズが爵位を継承した。

## 家族
1817年12月11日、ルイーザ・エミリア・コーバリー（Louisa Emilia Corbally、1796年頃 – 1866年4月7日、エリアス・コーバリーの娘）と結婚、6男2女をもうけた。
- アーサー・ジェームズ（1819年 – 1881年） - 第10代フィンゴール伯爵
- エリアス・ロバート（1820年11月23日 – 1846年5月27日）
- ウィリアム・マシュー（1824年6月6日 – 1900年9月9日） - 聖職者
- エマ・フランシス・メアリー（1866年10月14日没） - 1850年9月12日、ウィリアム・マイケル・インス・アンダートン（William Michael Ince Anderton）と結婚、子供あり
- エドモンド・ルーク（1828年11月17日 – 1871年2月21日）
- ヘンリエッタ・マリア（1909年1月11日没） - 1855年5月3日、トマス・ウィリアム・チャールズ・リデル（Thomas William Charles Riddell、1867年5月24日没）と結婚、子供あり
- ジョージ・ジョン（1831年9月22日 – 1903年10月22日） - 法廷弁護士
- フランシス・リチャード（1835年2月3日 – 1907年2月28日） - 駐日英国公使。1870年8月22日、メイ・テヴィス・モーガン（May Tevis Morgan、1924年1月20日没、チャールズ・ウェイン・モーガンの娘）と結婚、子供あり